# Motociklistična Velika nagrada Indianapolisa
Motociklistična Velika nagrada Indianapolisa je dirka svetovnega prvenstva v motociklizmu od sezone 2008. Odvija se na dirkališču Indianapolis Motor Speedway v Indianapolisu.

## Zmagovalci
| Sezona | Dirkališče   | 125 cm3/Moto3 | 250 cm3/Moto2    | MotoGP          | Poročilo |
| ------ | ------------ | ------------- | ---------------- | --------------- | -------- |
| 2015   | Indianapolis | Livio Loi     | Alex Rins        | Marc Márquez    | Poročilo |
| 2014   | Indianapolis | Efrén Vázquez | Mika Kallio      | Marc Márquez    | Poročilo |
| 2013   | Indianapolis | Álex Rins     | Esteve Rabat     | Marc Márquez    | Poročilo |
| 2012   | Indianapolis | Luis Salom    | Marc Márquez     | Dani Pedrosa    | Poročilo |
| 2011   | Indianapolis | Nicolás Terol | Marc Márquez     | Casey Stoner    | Poročilo |
| 2010   | Indianapolis | Nicolás Terol | Toni Elías       | Dani Pedrosa    | Poročilo |
| 2009   | Indianapolis | Pol Espargaró | Marco Simoncelli | Jorge Lorenzo   | Poročilo |
| 2008   | Indianapolis | Nicolás Terol |                  | Valentino Rossi | Poročilo |